# Deelgemeente (Nederland)
Een deelgemeente was tot 19 maart 2014 in Nederland de laagste bestuurslaag in een gemeente. In de Gemeentewet was geregeld dat een gemeentebestuur een aantal deelgemeenten kon instellen. Deelgemeenten konden een eigen volksvertegenwoordiging hebben, de deelraad geheten (vergelijkbaar met de gemeenteraad), en een dagelijks bestuur (vergelijkbaar met het college van burgemeester en wethouders). Tot de opheffing beschikten alleen de gemeenten Amsterdam en Rotterdam over deelgemeenten. Op een enkele uitzondering na hadden al deze deelgemeenten een eigen deelgemeentebestuur.
De Wet van 7 februari 2013 tot wijziging van de Gemeentewet en enige andere wetten in verband met het afschaffen van de bevoegdheid van gemeentebesturen om deelgemeenten in te stellen is op 19 maart 2014 in werking getreden. Dit gebeurde in het kader van het beperken van het aantal niveaus van algemeen bestuur onder het Rijk tot twee (per 1 januari 2015 zijn ook de plusregio's afgeschaft). De Gemeentewet blijft nog wel ruimte bieden voor verzwakte vormen van binnengemeentelijke decentralisatie, zoals territoriale bestuurscommissies, en dorps- of wijkraden. In Amsterdam en Rotterdam zijn de deelgemeenten na de gemeenteraadsverkiezingen van 2014 vervangen door territoriale bestuurscommissies.

## Amsterdam
In Amsterdam zijn de eerste twee deelgemeenten (die daar stadsdelen worden genoemd) in 1981 ingesteld (Noord en Osdorp). In 1990 telde Amsterdam 16 stadsdelen, met een eigen deelraad en dagelijks bestuur. Door fusies nam dit aantal later weer af. Amsterdam had bij de afschaffing in 2014 zeven stadsdelen, met daarnaast het centraal bestuurde bedrijvengebied Westpoort dat geen stadsdeel was.
De stadsdelen worden sinds de gemeenteraadsverkiezingen van 2014 op grond van de 'verordening op de bestuurscommissies 2013' bestuurd door bestuurscommissies ex art. 83 Gemeentewet. 
De Amsterdamse deelgemeenten (stadsdelen) in 2014 waren:
- Centrum
- Noord
- West
- Nieuw-West
- Zuid
- Oost
- Zuidoost

Geen stadsdeel in de zin van een deelgemeente:
- Westpoort (geen eigen deelraad en dagelijks bestuur)

## Rotterdam
Rotterdam was onderverdeeld in 14 deelgemeenten. 
De deelgemeenten worden vanaf de gemeenteraadsverkiezingen van 2014 op grond van de 'verordening op de gebiedscommissies 2014' vervangen door gebieden die worden bestuurd door gebiedscommissies. De gebiedscommissies zijn bestuurscommissies ex art. 83 Gemeentewet. 
De Rotterdamse deelgemeenten waren:
- Centrum
- Charlois
- Delfshaven
- Feijenoord
- Hillegersberg-Schiebroek
- Hoek van Holland
- Hoogvliet
- IJsselmonde
- Kralingen-Crooswijk
- Noord
- Overschie
- Prins Alexander
- Rozenburg
- Pernis (had wel een eigen bestuur, maar op grond van art. 83 Gemeentewet.[3])

## Democratie
- De leden van de deelraad werden eenmaal per vier jaar tijdens de gemeenteraadsverkiezingen door de inwoners van de desbetreffende deelgemeente gekozen.
- Het was mogelijk om een burgerinitiatief in te dienen bij de deelgemeente. Minimaal 40 personen uit de desbetreffende deelgemeente moesten hun handtekening zetten alvorens het initiatief ingediend kon worden en het punt op de agenda van de deelraad geplaatst moest worden.
- Elke algemene vergadering van de deelraad kon ook door publiek bijgewoond worden. Aan het begin van de vergadering was de gelegenheid om als bezoeker iets in te spreken.
- Het was ook mogelijk om een brief naar de griffier van de deelraad te sturen. Deze zou naar alle leden van de deelraad gestuurd worden en eventueel in de vergadering meegenomen worden.